# ブーズ・アレン・ハミルトン
ブーズ･アレン･ハミルトン（Booz Allen Hamilton Inc.）は、アメリカ合衆国バージニア州マクリーンに本社を置く政府コンサルティング会社である。1914年にエドウィン･ブーズにより設立された。
専門分野は主に経営戦略とIT・技術系の2つに分かれ、組織的にも経営戦略策定を専門に行う部門とIT技術を専門に駆使したビジネスコンサルティングを行う部門に分かれている。
2008年に、ブーズ・アレン・ハミルトンは米国政府に対するコンサルティングに特化し、それ以外の民間企業および米国以外の政府公共機関に対するコンサルティング業務を行う会社としてブーズ・アンド・カンパニー(Booz & Company)が発足した。
クライアントは自動車・産業機械、医療、エネルギー・化学、メディア、情報通信・ハイテク、金融サービス、防衛･国家安全保障など、多岐にわたっている。特に日本においてはカルロス・ゴーン社長による日産のターンアラウンドにプライマリーファームとして参画し、成果を挙げたことで有名になったことから再生支援を得意とする印象が強い。日産がプロジェクト支援の内容を公表することを許可した唯一の戦略系ファームとしても知られている。

## 歴史
1914年にエドウィン・G・ブーズがシカゴで開設した経営コンサルタント事務所が前身。その後ジャームス・L・アレンとカール・L・ハミルトンがパートナーとして参画し、第二次世界大戦中に米海軍関連の仕事を受注したことから公共部門のコンサルティングにも進出した。1943年に現社名に改称し、1953年から海外向けの事業を開始。1976年にニューヨークへ本社機能を移転し、2008年に米国政府に対するコンサルティングに特化し、それ以外の民間企業および米国以外の政府公共機関に対するコンサルティング業務を行う会社をブーズ・アンド・カンパニーとしてスピンオフして現在に至る。
日本に於いては1983年に日本法人を設立して東京オフィスを開設、2003年には日本法人がGCジャパン・インク（旧ジェミニ・コンサルティング・ジャパン）と経営統合した。
2007年現在、北米、欧州、アジア、オセアニア、中東、南米など、6大陸に90以上の支社を持つ。総従業員数は約19,000人。

## 日本法人の主な出身者
- 佐谷進 プロレド・パートナーズ代表取締役CEO
- 宇都宮崇人 株式会社ポケモン代表取締役COO
- 足立光 シュワルツコフヘンケル代表取締役社長を経て、日本マクドナルドCMO
- 内田亮 ベルシステム24 社長。東京三菱銀行を経て、前身のジェミニコンサルティング入社
- 小松崎行彦 レックス・ホールディングス代表取締役社長
- 谷本肇 リアルコム 代表取締役
- 寺澤直樹 ミキモト 副社長。東海銀行を経て、前身のジェミニコンサルティング入社
- 西浦裕二 社長、ローランド・ベルガーCEO、アクサ生命保険取締役会長を経て、三井住友トラストクラブ代表取締役会長
- パスカル・マルタン アディダスジャパン代表取締役
- ピーター・カービー 前身のジェミニコンサルティング、メインスプリングフィナンシャル・サービス バイス・プレジデントを経て、現在日本アイ・ビー・エム専務執行役員（グローバル・ビジネス・サービス事業担当）
- 藤井清孝 LVMH会長兼最高経営責任者(CEO)戦略顧問
- 安田結子 ラッセル・レイノルズ・ アソシエイツ日本代表
- ルイス・ピーノルト 『コンサルティングの悪魔 ―日本企業を食い荒らす騙しの手口―』の著者

## 主な出身者
- エドワード・スノーデン アメリカ国家安全保障局元職員

## 主な出版物
- 定期刊行物　『strategy+business』　（季刊）
- 『機関投資家対応　IR・株主総会マニュアル～株主判明調査からM&A、アクティビストへの対応まで解説』（香田温子、斎藤誠、松田千恵子著、中央経済社）
- 『ケーススタディ　会社に潜むビジネスリスク100~危機の時代に強い組織・経営のあり方を再考』（澤田宏之、吉川達夫、飯村北、勝又幹英著、成文堂）
- 『Results: Keep What's Good, Fix What's Wrong, and Unlock Great Performance』（Gary L. Neilson & Bruce A. Pasternack著、Crown Business）
- 『最強企業が最強であり続けるための組織デザイン』（ゲイリー・L・ネイルソン／ブルース・A・パスターナック著、日本経済新聞社）
- 『金融マーケティング戦略』（岸本義之著、ダイヤモンド社）
- 『顧客ロイヤルティの時代』（岸本義之、嶋口充輝、他（共著）、同文舘出版）
- 『ベストプラクティス～日産　最強の店舗づくり「100日の戦い」』（峰如之介／ブーズ・アレン・アンド・ハミルトン協力、中央経済社）
- 『IT不良資産―12のチェックポイントで見るシステム投資の実態とその解決法』（森秀明、ダイヤモンド社）
- 『Automotive B2C E-commerce』（Booz Allen Hamilton（著）、Automotive World Publications（版））

## 所在地

### 北アメリカ
| アーリントン（バージニア州） アトランタ（ジョージア州） アナポリス（メリーランド州） アバディーン（メリーランド州） イートンタウン（ニュージャージー州） インディアナポリス（インディアナ州） オーランド（フロリダ州） オファロン（イリノイ州） オマハ（ネブラスカ州） クリーブランド（オハイオ州） コロラド・スプリングス（コロラド州） サンアントニオ（テキサス州） サンタマリア（カリフォルニア州） サンディエゴ（カリフォルニア州） サンフランシスコ（カリフォルニア州） シアトル（ワシントン州） シカゴ（イリノイ州） シャンティリー（バージニア州） ジョンズタウン（ペンシルベニア州） | ジョンストン（アイオワ州） スタフォード（バージニア州） ソルトレイクシティ（ユタ州） ダーラム（ノースカロライナ州） ダラス（テキサス州） ダレス（バージニア州） タンパ（フロリダ州） チャールストン（サウスカロライナ州） デイトン（オハイオ州） デトロイト（ミシガン州） デンバー（コロラド州） ネイティック（マサチューセッツ州） ニューアーク（ニュージャージー州） ニューオリンズ（ルイジアナ州） ニューポート（ロードアイランド州） ニューヨーク（ニューヨーク州） ノーフォーク（バージニア州） パーシパニー（ニュージャージー州） ハンツビル（アラバマ州） | ヒューストン（テキサス州） フィラデルフィア（ペンシルベニア州） フォールズ・チャーチ（バージニア州） フランクリン（マサチューセッツ州） ペンサコラ（フロリダ州） ボストン（マサチューセッツ州） ホノルル（ハワイ州） ボルティモア（メリーランド州） マクリーン（バージニア州）：本社所在地 メルボルン（フロリダ州） ラスベガス（ネバダ州） リンシカム（メリーランド州） レキシントン･パーク（メリーランド州） レベンワース（カンザス州） ローマ（ニューヨーク州） ロサンゼルス（カリフォルニア州） ロックビル（メリーランド州） ワシントンD.C. |

### ラテンアメリカ
| カラカス サンティアゴ サンパウロ | ブエノスアイレス ボゴタ | メキシコシティ リオデジャネイロ |

### アジア・オセアニア
| 東京 北京 上海 香港 | バンコク ウェリントン オークランド | キャンベラ シドニー ブリスベン メルボルン |

### 中東
| アブダビ ドバイ | ベイルート | リヤド |

### ヨーロッパ
| アムステルダム ウィーン オスロ コペンハーゲン ストックホルム ダブリン | チューリッヒ デュッセルドルフ パリ フランクフルト ヘルシンキ ベルリン | マドリッド ミュンヘン ミラノ モスクワ ローマ ロンドン ワルシャワ |

（英語版より翻訳・引用）